# Vordemwald
Vordemwald es una comuna suiza del cantón de Argovia, ubicada en el distrito de Zofingen. Limita al norte con la comuna de Rothrist, al este con Strengelbach, al sureste con Brittnau, y al oeste con Murgenthal.

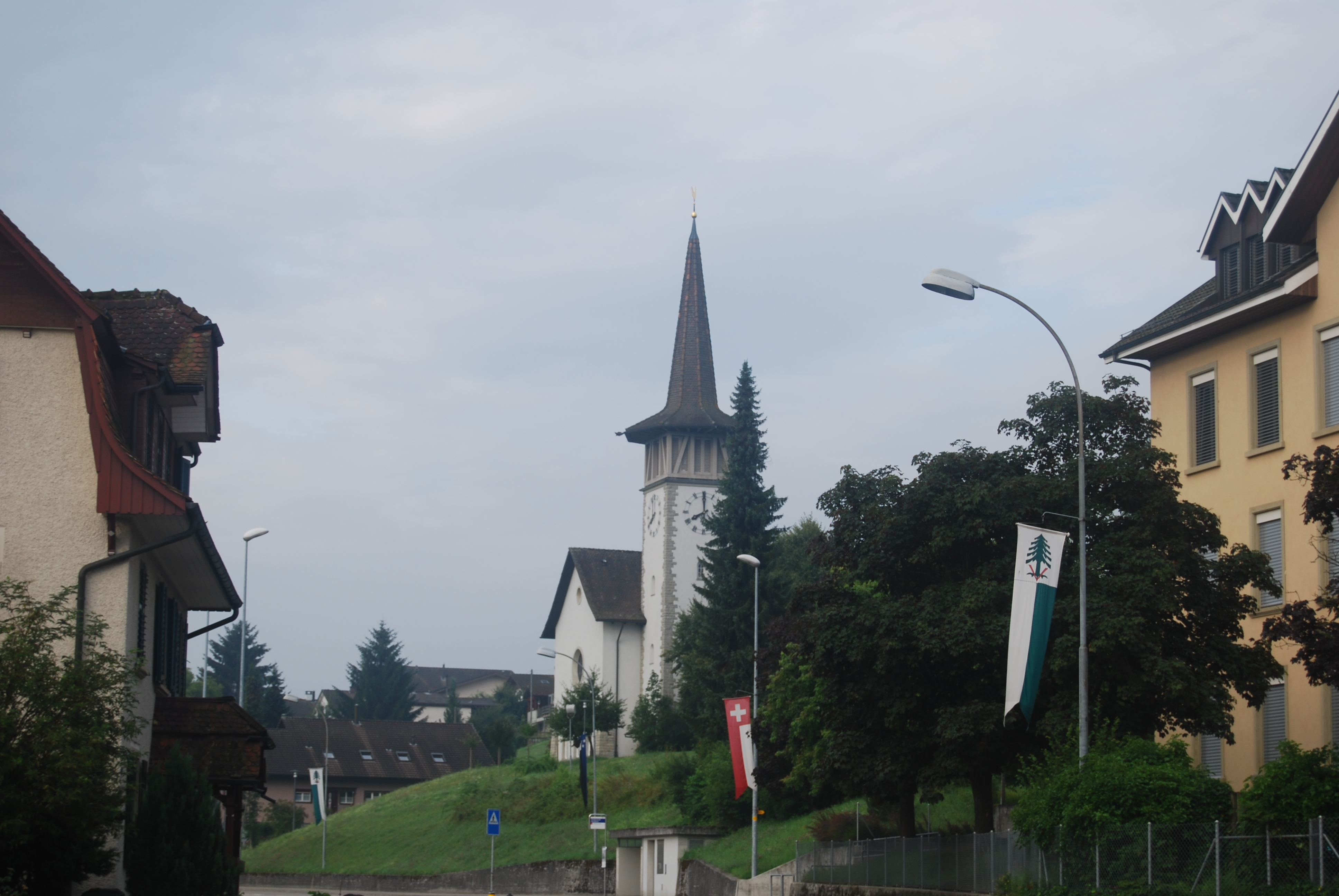
Vordemwald

Su nombre proviene de las palabras alemanas Vor Dem Wald que significa "Antes del bosque". El bosque al que hace alusión es una de las reservas forestales más antiguas e importantes de Suiza, a la cual se accede desde el antiguo barrio de Chratzern.
Vordemwald se encuentra equidistante de las principales ciudades de la Suiza alemana, Zúrich, Berna, Lucerna y Basilea.

## Personalidades Originarias
Santiago Schaerer
Eduardo Schaerer
Karin Moor